# Verbandsgemeinde Waldmohr

Lage der Verbandsgemeinde im Landkreis Kusel

Die Verbandsgemeinde Waldmohr war eine Gebietskörperschaft im Landkreis Kusel in Rheinland-Pfalz. Der Verbandsgemeinde gehörten drei eigenständige Ortsgemeinden an, der Verwaltungssitz war in der namensgebenden Ortsgemeinde Waldmohr (die 2020 Stadtrechte erhielt). Sie lag an der saarländisch-pfälzischen Grenze.
Am 1. Januar 2017 wurde die Verbandsgemeinde Waldmohr aufgelöst, die zugehörigen Gemeinden wurden der neuen Verbandsgemeinde Oberes Glantal zugeordnet.

## Verbandsangehörige Gemeinden
| Ortsgemeinde              | Fläche (km²) | Einwohner |
| ------------------------- | ------------ | --------- |
| Breitenbach               | 8,89         | 1.826     |
| Dunzweiler                | 5,52         | 877       |
| Waldmohr                  | 13,07        | 5.194     |
| Verbandsgemeinde Waldmohr | 27,48        | 7.897     |

Einwohner am 31. Dezember 2015

## Bevölkerungsentwicklung
Die Entwicklung der Einwohnerzahl bezogen auf das Gebiet der ehemaligen Verbandsgemeinde Waldmohr; die Werte von 1871 bis 1987 beruhen auf Volkszählungen:
| Jahr | Einwohner |
| ---- | --------- |
| 1815 | 1.496     |
| 1835 | 2.641     |
| 1871 | 2.507     |
| 1905 | 3.567     |
| 1939 | 4.631     |
| 1950 | 5.317     |

| Jahr | Einwohner |
| ---- | --------- |
| 1961 | 6.135     |
| 1970 | 6.599     |
| 1987 | 7.774     |
| 1997 | 8.634     |
| 2005 | 8.434     |
| 2015 | 7.897     |

## Verbandsgemeinderat
Der Verbandsgemeinderat Waldmohr bestand aus 24 ehrenamtlichen Ratsmitgliedern, die letztmalig bei der Kommunalwahl am 25. Mai 2014 in einer personalisierten Verhältniswahl gewählt wurden, und dem hauptamtlichen Bürgermeister Rudi Agne (SPD) als Vorsitzendem.
Die Sitzverteilung im Verbandsgemeinderat:
| Wahl | SPD | CDU | FDP | FWG | WGR | Gesamt   |
| ---- | --- | --- | --- | --- | --- | -------- |
| 2014 | 13  | 6   | –   | –   | 5   | 24 Sitze |
| 2009 | 14  | 6   | 3   | 1   | –   | 24 Sitze |
| 2004 | 13  | 8   | 2   | 1   | –   | 24 Sitze |

- FWG = Freie Wählergruppe Verbandsgemeinde Waldmohr e. V.
- WGR = drei von Einzelpersonen initiierte Wählergruppen